# Unabhängiger Staat Kroatien
Unabhängiger Staat Kroatien (kurz USK, kroatisch Nezavisna Država Hrvatska, kurz NDH) ist die Bezeichnung für den von 1941 bis 1945 bestehenden kroatischen Vasallenstaat der Achsenmächte während des Zweiten Weltkriegs. Der USK stand unter der Führung des Diktators Ante Pavelić und dessen faschistischer Ustascha-Bewegung.
Der USK entstand nach dem deutschen Balkanfeldzug 1941 und der Teilung des Königreichs Jugoslawien durch das Deutsche Reich und das Königreich Italien. Erklärtes Gebiet dieses großkroatischen Staates waren Teile des heutigen Kroatien ohne Istrien und bis 1943 ohne Teile Dalmatiens, ganz Bosnien und Herzegowina sowie Teile des heutigen Serbiens (Syrmien). Dadurch hatte er insgesamt 6,3 Millionen Einwohner, davon 3,3 Millionen Kroaten, knapp 2 Millionen Serben, 700.000 Muslime und 150.000 „Volksdeutsche“.
Auf dem Gebiet des USK waren deutsche und bis 1943 italienische Besatzungstruppen stationiert, die von verbündeten kroatischen Streitkräften unterstützt wurden. Der USK übernahm sinngemäß die Nürnberger Gesetze und betrieb die systematische Verfolgung sowie die Ermordung von ethnischen Minderheiten wie Serben, Juden und Roma und Oppositionellen. Die von Beginn an vorhandenen inneren Konflikte im USK erreichten am Ende auch Regierungsstellen (Verschwörung Lorković-Vokić). Mit der deutschen Niederlage im Jahr 1945 konnte der USK der militärischen Übermacht der kommunistischen Tito-Partisanen nicht mehr standhalten.

## Entstehung
Nach Jugoslawiens Beitritt zum Dreimächtepakt kam es am 27. März 1941 zu einem Staatsstreich serbischer Offiziere mit Unterstützung Großbritanniens, wobei Prinzregent Paul gestürzt wurde. Die neue jugoslawische Regierung versuchte, sich mit dem Deutschen Reich zu verständigen, dieses begann aber am 6. April 1941 mit dem Luftangriff auf Belgrad den Balkanfeldzug zur Eroberung Jugoslawiens und Griechenlands. Das am Vortag mit der Sowjetunion geschlossene Bündnisabkommen wurde nicht mehr wirksam, am 17. April kapitulierten die jugoslawischen Streitkräfte. Bereits am 10. April, dem Gründonnerstag jenes Jahres, marschierte die Wehrmacht in Zagreb ein, woraufhin Oberst Slavko Kvaternik im Namen der Ustascha-Bewegung mit den folgenden Worten – mit Bezug auf das unmittelbar bevorstehende Osterfest – den Unabhängigen Staat Kroatien proklamierte:

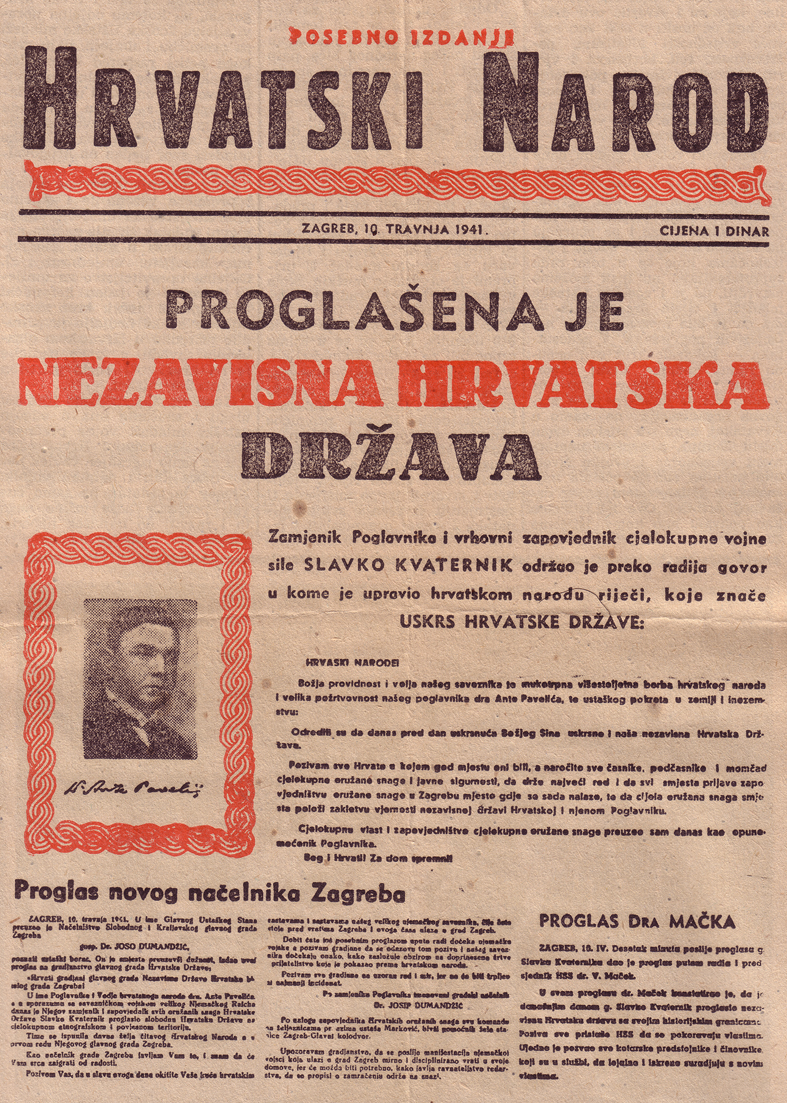
Sonderausgabe der Zeitung Hrvatski Narod (Das kroatische Volk) vom 10. April 1941 mit der Schlagzeile: „Proklamation des unabhängigen kroatischen Staates“

„Gottes Vorsehung und der Wille unseres großen Verbündeten sowie der jahrhundertelange Kampf des kroatischen Volkes und die große Opferbereitschaft unseres Führers Dr. Ante Pavelić und der Ustascha-Bewegung in der Heimat und im Ausland haben es gefügt, dass heute, vor der Auferstehung des Gottessohnes, auch unser unabhängiger Staat Kroatien aufersteht.
Ich rufe alle Kroaten, insbesondere die Offiziere, Unteroffiziere und Mannschaften der Streitkräfte und der Organe der öffentlichen Sicherheit auf, Ruhe und Ordnung zu bewahren. Die Streitkräfte haben ihren Aufenthaltsort anzugeben und sofort den Eid auf den Unabhängigen Staat Kroatien und seinen Poglavnik zu leisten.
Ich habe heute als der Beauftragte des Poglavnik das Kommando aller Streitkräfte übernommen.
Gott mit den Kroaten! Für das Vaterland bereit!“

## Geographie

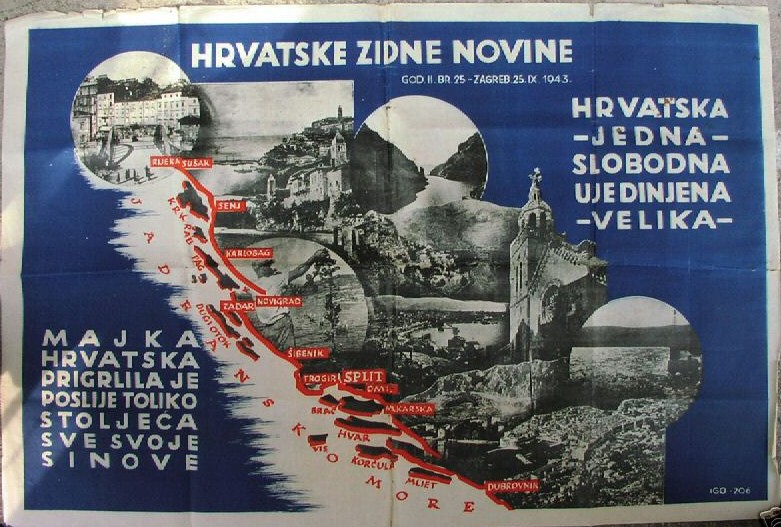
Propagandaplakat zur Wiedereingliederung der kroatischen Küstengebiete nach der Kapitulation Italiens, 1943

Die Grenzziehung des Unabhängigen Staates Kroatien verdankte dieser, laut Außenminister Mladen Lorković, „vor allem […] der großzügigen Freundschaft des Deutschen Reiches und des faschistischen Italiens.“ Bezeichnenderweise hingen im Arbeitszimmer von Ante Pavelić neben dem Bild des Herzogpaares von Spoleto auch die Bilder von Mussolini und Hitler.

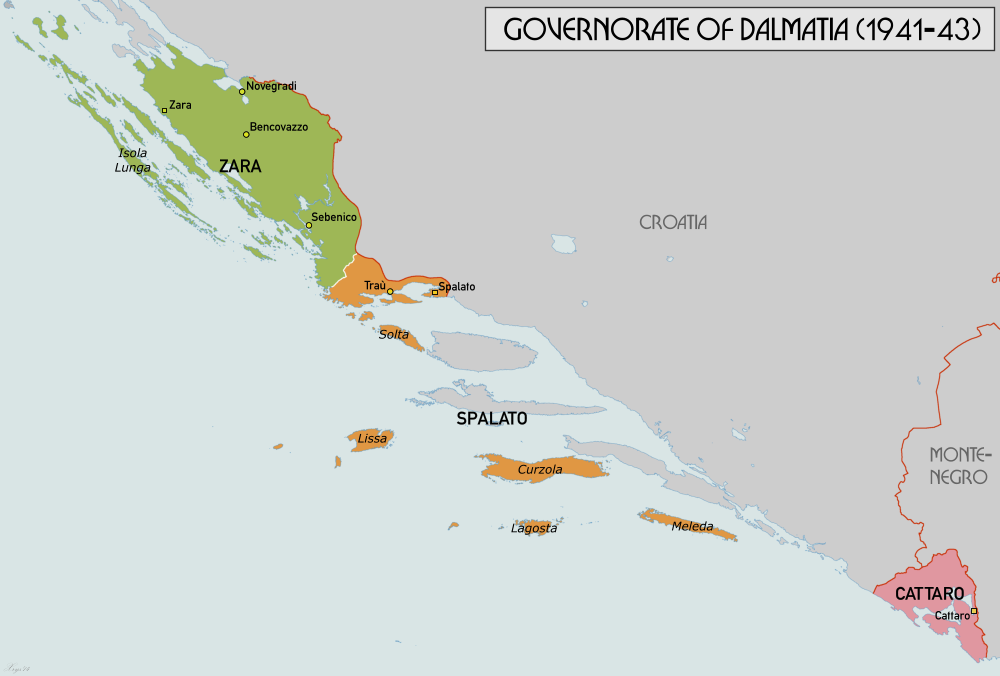
Die von 1941 bis 1943 an Italien abgetretenen Küstengebiete

Das Staatsgebiet umfasste neben den kroatischen Kerngebieten (Kroatien, Slawonien) auch Bosnien und die Herzegowina sowie Syrmien. Mit der Ratifizierung der „Römischen Protokolle“ wurde die Westgrenze des USK zu Italien festgelegt: das Gebiet von Sušak bis Kraljevica mit einem kleinen Hinterland fiel an Italien, anschließend die Küste bis Obrovac an Kroatien, weiter südlich das Küstengebiet in einer Tiefe von maximal 40 km (einschließlich Šibenik und Trogir) abermals an Italien, dazu die Inseln Krk, Rab und Vis sowie das Gebiet von Kotor. Die Insel Pag und die Küste von ausschließlich Trogir bis einschließlich Dubrovnik verblieben bei Kroatien. Die von Italien annektierten Gebiete hatten eine Fläche von 5.400 km² mit 380.000 Einwohnern, davon 280.000 Kroaten, 90.000 Serben und 5.000 Italienern. Sie waren sowohl strategisch als auch wirtschaftlich besonders wertvoll und nahmen einen hervorragenden Platz im kroatischen Nationalbewusstsein ein. Die kroatische Regierung versuchte erfolglos, den Verlust von Dalmatien durch das Angebot der kroatischen Krone an einen italienischen Prinzen und andere politische Zugeständnisse zu vermeiden. Durch die Verlautbarung dieser Vereinbarung verlor die Ustascha-Regierung rasch an Rückhalt in der Bevölkerung.
Mladen Lorković rechtfertigte als ehemaliger Außen- und späterer Innenminister die Abtretung der Gebiete:

„Eine loyale Durchführung der Römischen Verträge von der einen und der anderen Seite her vorausgesetzt, durfte sich die kroatische Regierung der Hoffnung hingeben, dass sich die kroatisch-italienischen Beziehungen also in einer freundschaftlichen Atmosphäre entwickeln sollten, um eines Tages, spätestens aber nach Beendigung dieses Krieges, die Frage der Grenzen einer Überprüfung zugunsten Kroatiens zuführen zu können.“

Nach der Kapitulation Italiens im September 1943 fielen die italienisch annektierten Gebiete an den Unabhängigen Staat Kroatien.

## Bevölkerung

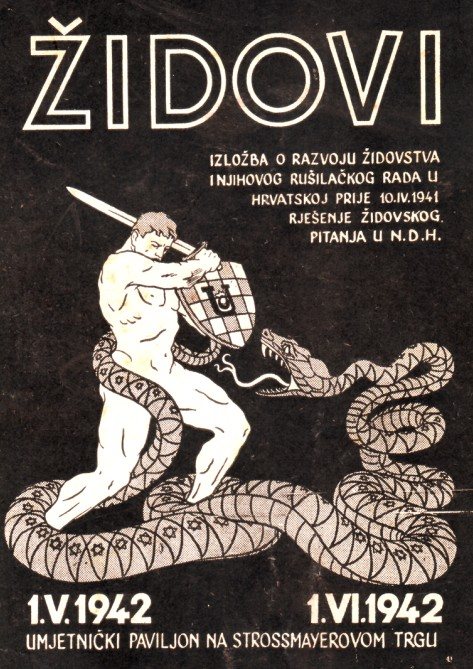
Plakat einer antijüdischen Ausstellung in Zagreb, 1942

Der Unabhängige Staat Kroatien hatte im Jahr 1941 etwa 6,5 Mio. Einwohner, von denen fast die Hälfte Nichtkroaten waren. Laut der hochgerechneten Volkszählung von 1931 gab es etwa 1,9 Mio. orthodoxe Serben, 0,8 Mio. muslimische Bosniaken, 175 Tsd. Deutsche, 75 Tsd. Ungarn, 45 Tsd. Tschechen, 40 Tsd. Juden, je 25. Tsd. Ukrainer und  Roma, 22 Tsd. Slowaken und 5 Tsd. Italiener in Kroatien.

## Kriegsverbrechen
Der NDH-Staat führte in Anlehnung an Hitler-Deutschland ebenfalls Rassengesetze ein. Beim Völkermord an den Serben im Unabhängigen Staat Kroatien wurden hunderttausende Serben, jedoch gleichzeitig auch Juden und Roma verfolgt, in Konzentrationslagern eingesperrt und ermordet. Das KZ Jasenovac war das größte Konzentrationslager in diesem Teil Europas. Die Konzentrationslager KZ Gornja Rijeka, KZ Jastrebarsko und KZ Sisak waren die einzigen Konzentrationslager Europas spezifisch für Kinder.
Mit Repräsentanten der deutschen Besatzung in Slowenien und Serbien beschloss die Regierung des NDH-Staates, insgesamt 220.000 bis 260.000 Slowenen nach Kroatien oder Altserbien zu deportieren. Hintergrund war die deutsche Bevölkerungspolitik in Slowenien, die – ähnlich wie im Generalgouvernement – mit Hilfe der Deutschen Volksliste die slowenische Bevölkerung nach einem „Rassenwert“ klassifizierte und Aussiedlungsbeschlüsse für „Minderwertige“ und „politisch Unzuverlässige“ gefasst hatte. Die Aussiedlung begann am 7. Juni 1941. In diesem Zusammenhang deportierte Kroatien seinerseits zehntausende Angehörige der serbischen Minderheit.

## Politik
Der Unabhängige Staat Kroatien stand, nachdem die Kroatische Bauernpartei die Kollaboration mit der deutschen Besatzungsmacht abgelehnt hatte, unter Führung von Ante Pavelić. Formal wurde Aimone Herzog von Spoleto als Tomislav II. zum König proklamiert.
Der so entstandene Staat war formal unabhängig, de facto aber ein Protektorat des Deutschen Reiches und Italiens mit einem politisch, wirtschaftlich und militärisch gestützten Regime. Um etwaige italienische Forderungen gering zu halten, tat die deutsche Führung in der Anfangsphase alles, um „keine Zweifel an der Souveränität des jungen Staates“ aufkommen zu lassen. Pavelić war es daher zunächst möglich, zwischen den Achsenmächten zu taktieren und sich einen Handlungsspielraum zu erarbeiten. Im Hintergrund weitete das Deutsche Reich seinen Einfluss jedoch aus, vor allem um wirtschaftlich von der Region zu profitieren. Italienische Beobachter konstatierten eine „systematische Unterwanderung Kroatiens“. Der deutsche Einfluss reichte schließlich so weit, dass der Herzog von Spoleto im Sommer 1941 erklärte, „dass er Kroatien nicht betreten werde, ehe dort nicht […] alle deutschen Elemente definitiv entfernt worden seien“. Im Endeffekt sollte Aimone di Savoia den kroatischen Thron nie besteigen.
Anerkannt wurde das Staatswesen von den Mitgliedern des Drei-Mächte-Pakts sowie von Finnland und Spanien. Auch die Schweiz und Frankreich unterhielten Konsulate in Zagreb. Im Jahr 1942 unterhielt das kroatische Außenministerium Gesandtschaften in den Hauptstädten der folgenden Länder: Deutschland, Italien, Slowakei, Ungarn, Rumänien, Bulgarien, Spanien und Finnland. Generalkonsulate bestanden in Wien, Zadar (1941–43 italienisch), Mailand und Prag. Konsulate gab es in München, Graz, Rijeka (1941–43 italienisch), Ljubljana, Maribor, Belgrad und Florenz.

### Politisches System
Das Regime war nach dem Führerprinzip organisiert. Die Verwaltung wurde gesäubert und der Kontrolle von Ustascha-Funktionären unterworfen. 1942 wurde ein Parlament einberufen, dessen Mitglieder ernannt wurden und unterschiedlicher politischer Herkunft waren. Es blieb jedoch bedeutungslos. Die Presse wurde gleichgeschaltet. Der „Aufsichtsdienst“ Ustaška nadzorna služba (UNS, später GRAVSIGUR) übernahm exekutive Kompetenzen und entschied eigenständig über Verhaftungen und das Schicksal der Verhafteten.

### Internationale Verträge
Es wurden diverse Verträge mit den befreundeten bzw. verbündeten Staaten abgeschlossen, die häufig die Regelung der wirtschaftlichen Beziehungen betrafen. Darüber hinaus erfolgten die Beitritte zum Weltpostverein am 7. April 1942 und zur Genfer Konvention am 13. März 1943.

## Militär
Die Streitkräfte des Unabhängigen Staates Kroatien bestanden aus der dem Kriegsministerium unterstellten Kroatischen Heimwehr (Hrvatsko domobranstvo) sowie der dem Innenministerium unterstellten Ustascha-Miliz (Ustaška vojnica).
Um die Kampfstärke und Kontrolle zu erhöhen, wurden beide Militärorganisationen am 21. November 1944 als Kroatische Streitkräfte (Hrvatske oružane snage) zusammengefasst. Den Oberbefehl übernahm Pavelić, assistiert von dem Armeegeneral Gjuro Gjurić und dem Ustascha-Oberst Tomislav Sertić.
Ihren Höchststand erreichten diese kroatischen Streitkräfte im Dezember 1944 mit 70.000 Soldaten (Domobranci) und 76.000 Ustascha-Milizionären (Ustaše) sowie 32.000 Mann der kroatischen Gendarmerie (Hrvatsko oružništvo).
Die Leibgarde des Staatsführers Ante Pavelić (Poglavnikov tjelesni sdrug) stand unter dessen alleinigem Befehl.
Die sogenannte „Kroatische Legion“ bezeichnete Einheiten der Wehrmacht bzw. der italienischen Armee, die mehrheitlich aus kroatischem Mannschafts- und deutschem bzw. italienischem Offizierspersonal gebildet worden waren. Sie unterstützten die kroatischen Streitkräfte militärisch. Diese „Legionärsdivisionen“ umfassten drei Infanteriedivisionen, eine Flieger- und eine Marine-Legion, sowie einige weitere Regimenter. Das verstärkte (kroatische) Infanterieregiment 369 wurde in der Schlacht von Stalingrad weitgehend aufgerieben.

## Verwaltungsgliederung
Es bestanden drei Ebenen der Verwaltung: Groß-Gespanschaften (velike župe), Bezirke (kotari) und Gemeinden (općine).
Im Jahr 1945 gab es 22 Groß-Gespanschaften und die Hauptstadt Zagreb als eine eigene Verwaltungseinheit.

### 1941 bis 1943
| Groß-Gespanschaft | Hauptgemeinde | Bezirke                                                                                              |
| ----------------- | ------------- | --- |
| Baranja           | Osijek        | Osijek, Virovitica, Našice, Donji Miholjac, Valpovo, Podravska Slatina, Đakovo                       |
| Bilo-Gora         | Bjelovar      | Bjelovar, Gjurgjevac, Koprivnica, Križevci, Čazma, Garešnica, Grubišno Polje                         |
| Bribir-Sidraga    | Knin          | Knin, Drniš, Bosansko Grahovo                                                                        |
| Cetina            | Omiš          | Omiš, Sinj, Imotski, Makarska, Brač, Hvar                                                            |
| Dubrava           | Dubrovnik     | Dubrovnik, Čapljina, Stolac, Ravno Trebinje, Bileća, Gacko                                           |
| Gora              | Petrinja      | Petrinja, Sisak, Glina, Dvor, Bosanski Novi, Hrvatska Kostajnica                                     |
| Hum               | Mostar        | Mostar, Nevesinje, Konjic, Ljubuški, Metković, Posušje                                               |
| Krbava-Psat       | Bihać         | Bihać, Cazin, Bosanski Petrovac, Bosanska Krupa                                                      |
| Lašva-Glaž        | Travnik       | Travnik, Žepče, Zenica, Visoko, Fojnica                                                              |
| Lika-Gacka        | Gospić        | Gospić, Otočac, Perušić, Udbina, Gračac, Korenica, Donji Lapac                                       |
| Livac-Zapolje     | Nova Gradiška | Nova Gradiška, Požega, Daruvar, Pakrac, Novska, Bosanska Dubica, Bosanska Gradiška, Prnjavor         |
| Modruš            | Ogulin        | Ogulin, Slunj, Vrbovsko, Delnice                                                                     |
| Pliva-Rama        | Jajce         | Jajce, Bugojno, Prozor, Duvno, Livno, Glamoč, Varcar-Vakuf, Kupres                                   |
| Pokupje           | Karlovac      | Karlovac, Jastrebarsko, Pisarovina, Vojnić, Vrgin Most                                               |
| Posavje           | Brod na Savi  | Brod na Savi, Derventa, Gradačac, Brčko, Bijeljina, Županja                                          |
| Prigorje          | Zagreb        | Zagreb, Samobor, Donja Stubica, Sv. Ivan, Zelina, Dugo Selo, Velika Gorica, Kutina                   |
| Sana-Luka         | Banja Luka    | Banja Luka, Prijedor, Sanski Most, Ključ, Kotor-Varoš                                                |
| Usora-Soli        | Tuzla         | Tuzla, Zvornik, Kladanj, Maglaj, Gračanica, Doboj, Tešanj, Teslić                                    |
| Vinodol-Podgorje  | Senj          | Senj, Karlobag, Crikvenica, Kraljevica, Brinje, Novi Vinodolski, Obć. Obrovac                        |
| Vrhbosna          | Sarajevo      | Sarajevo, Foča, Čajniče, Rogatica, Višegrad, Srebrenica, Vlasenica                                   |
| Vuka              | Vukovar       | Vukovar, Vinkovci, Šid, Ilok, Hrvatska Mitrovica, Ruma, Irig, Hrvatski Karlovci, Stara Pazova, Zemun |
| Zagorje           | Varaždin      | Varaždin, Čakovec, Prelog, Ludbreg, Novi Marof, Ivanec, Zlatar, Krapina, Pregrada, Klanjec           |

### 1943 bis 1945
Nach dem Zusammenbruch des faschistischen Italien Anfang September 1943 wurden die 1941 an Italien abgetretenen Gebiete Dalmatiens um Zadar und Split sowie diverse Inseln wieder kroatisches Staatsgebiet.
Weiterhin beanspruchte der Unabhängige Staat Kroatien auch das bis dahin italienische Istrien sowie Rijeka und die vorgelagerten Inseln für sich. Tatsächlich übte der kroatische Staat jedoch keinerlei Hoheitsgewalt über diese als Groß-Gespanschaft Raša bezeichneten Gebiete aus. Sie standen als Teil der Operationszone Adriatisches Küstenland bis zum Ende des Zweiten Weltkriegs unter deutscher Militärverwaltung.
| Groß-Gespanschaft    | Hauptgemeinde |
| -------------------- | ------------- |
| Baranja              | Osijek        |
| Bilogora             | Bjelovar      |
| Bribir               | Šibenik       |
| Cetina               | Split         |
| Dubrava              | Dubrovnik     |
| Gora-Prigorje        | Zagreb        |
| Hum                  | Mostar        |
| Krbava-Psat          | Bihać         |
| Lašva-Pliva          | Travnik       |
| Lika-Gacka           | Gospić        |
| Livac-Zapolje        | Nova Gradiška |
| Modruš               | Ogulin        |
| Pokupje              | Karlovac      |
| Posavje              | Brod          |
| Raša                 | Rijeka        |
| Sana-Luka            | Banja Luka    |
| Sidraga-Ravni Kotari | Zadar         |
| Usora-Soli           | Tuzla         |
| Vinodol-Podgorje     | Senj          |
| Vrhbosna             | Sarajevo      |
| Vuka                 | Vukovar       |
| Zagorje              | Varaždin      |

## Widerstand

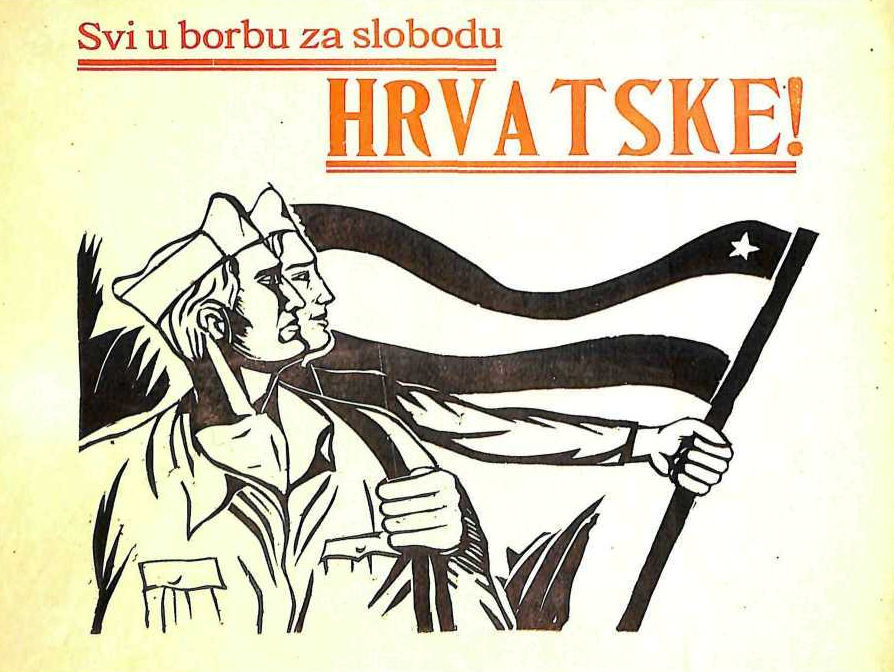
Propagandaplakat kroatischer Partisanen mit der Parole „Alle zum Kampf für die Freiheit Kroatiens!“

Am 22. Juni 1941 wurde im Wald Brezovica bei Sisak als erste antifaschistische Partisaneneinheit auf dem Gebiet Jugoslawiens die Sisaker Partisanenabteilung gegründet. Heute wird dieser Tag in Kroatien als „Tag des antifaschistischen Kampfes“ (Dan antifašističke borbe) als nationaler Feiertag begangen.
Am 27. Juni 1941 beschloss das Zentralkomitee der KPJ bei einer Sitzung in Belgrad die Gründung des Hauptstabes der Volksbefreiungsbewegung unter Josip Broz Titos Führung.
Am 4. Juli 1941 rief Tito den allgemeinen Aufstand aus und stellte Partisaneneinheiten auf. Die erste offensiv und überregional agierende gesamtjugoslawische Kampfeinheit, die „Erste Proletarische Brigade“, wurde am 21. Dezember 1941 gegründet.
Ab 1942 waren die Jugoslawische Volksbefreiungsarmee unter Führung von Tito sowie die jugoslawisch-monarchistischen Tschetniks auch in Kroatien aktiv. Die deutsche Militärpräsenz auf dem Gebiet des NDH-Staates war bis Mitte Juli 1942 auf die 718. Infanterie-Division sowie einige Landesschützenbataillone begrenzt. Die 2. italienische Armee zog sich ab Mitte 1942 bis April 1943 in drei Etappen wieder aus Teilen Kroatiens zurück. Dies führte dazu, dass Partisanen ebenso wie Tschetniks ihre Aktivitäten verstärken konnten. Um den Ausfall der Italiener wettzumachen, drang Hitler auf eine Generalmobilmachung in Kroatien. 75.000 kroatische Soldaten sollten in die Wehrmacht und die Waffen-SS überführt werden. Als Zugeständnis sollten sie nur innerhalb Kroatiens eingesetzt werden.
Am 13. Juni 1943 wurde in Otočac der Antifaschistische Landesrat der Volksbefreiung Kroatiens (kroatisch Zemaljsko antifašističko vijeće narodnog oslobođenja Hrvatske, kurz ZAVNOH) als oberstes Gremium der antifaschistischen Bewegung in Kroatien während des Zweiten Weltkrieges gegründet. Der ZAVNOH stellte die Kriegsregierung in Kroatien dar und bestand aus Vertretern der Kroatischen Bauernpartei HSS, der Kommunistischen Partei Jugoslawiens KPJ, der von Serben geführten Unabhängigen Demokratischen Partei und solchen ohne Parteizugehörigkeit.
Im September 1943 unterstanden der Partisanenbewegung in Kroatien unter Andrija Hebrang bzw. dem ZAVNOH mit etwa 78.000 Tito-Partisanen, mehr Partisanen als bei den Partisanenbewegungen in Serbien, Montenegro, Slowenien und Mazedonien zusammen. Insgesamt schlossen sich in den Jahren 1941 bis 1945 der Partisanenbewegung in Kroatien 228.474 Menschen an, davon 61 Prozent Kroaten (140.124), 28 Prozent Serben (63.710) und andere ethnische Gruppen (Slowenen, Muslime, Montenegriner, Italiener, Ungarn, Tschechen, Juden und Jugoslawiendeutsche).
Das am 29. November 1943 in Jajce in Bosnien als provisorische Regierung gegründete Nationalkomitee des Antifaschistischen Rates des Volksbefreiung Jugoslawiens (AVNOJ) erhob folglich auch den Anspruch, für das vom Faschismus befreite Kroatien zu sprechen. Die Partisanen schafften es durch breite Unterstützung in der Bevölkerung, aber auch durch geschicktes Taktieren mit den Alliierten, große Teile Kroatiens und Bosnien-Herzegowinas ohne direkte ausländische Unterstützung in ihre Hand zu bringen.
Obwohl die jugoslawischen Kommunisten ständig ein neues Jugoslawien als demokratischen Staat freier und gleichberechtigter Völker verhießen, kam es auch ihrerseits zu brutalen Abrechnungen mit allen wirklichen und ideologisch-politischen Gegnern, darunter auch den Anhängern und Anführern der Ustascha. Diese Ereignisse erreichten ihren Höhepunkt im Frühjahr und Sommer 1945, als der Krieg bereits beendet war. Während dieser Phase ereigneten sich auch die Massaker von Bleiburg.